# Frank Steglich
Frank Steglich (Dresden, 14 de março de 1941) é um físico alemão.

## Prêmios e condecorações
- 1986 Prêmio Gottfried Wilhelm Leibniz
- 1989 Prêmio Gay-Lussac Humboldt
- 1990 Prêmio James C. McGroddy para Novos Materiais
- 2004 Medalha Stern-Gerlach
- 2006 Prêmio Bernd T. Matthias
- 2020 Prêmio Memorial Fritz London